# Velveteen (canción)
«Velveteen» es una canción interpretada por la banda canadiense de indie pop Alvvays. La canción fue publicado el 7 de octubre de 2022 como la octava canción del tercer álbum de estudio de la banda, Blue Rev.

## Composición y letra
Coescrita por la vocalista y guitarrista Molly Rankin y el guitarrista Alec O'Hanley, la canción incorpora teclados y elementos electrónicos a su sonido. «Velveteen» es una canción de new wave y synth-pop. Will Richards de NME escribió que la canción termina con “un sorprendente y penetrante giro vocal que estalla enfáticamente”. La canción explora temas de traición y soledad que surgen de una ruptura.

## Recepción de la crítica
La canción ha sido nombrada como uno de los momentos destacables del álbum.
La revista Clash comentó que la canción tiene ”los elementos de su característica esencia aturdida y suave”. Konstantinos Pappis de Our Culture dijo: “[Molly Rankin] canta con una mezcla de envidia perpleja y humor”. Mary Beth Kemp de The Arkansas Traveler llamó a la canción “lujosa y etérea salpicada de un sintetizador con un sonido de los años 1980”. Stephen Birch de God Is in the TV escribió: “[la canción] parece una oportunidad desperdiciada con la voz de Rankin moviéndose hacia el territorio de Karen O y un hermoso toque de guitarra dando paso a un intento bastante plácido de cerrar la brecha entre los sencillos más pop de The Cure y el otro sonido mundano de Warpaint”. Mark Grassick dijo que la canción “fácilmente podría ser una joya perdida de Belinda Carlisle o un gran éxito para Carly Rae Jepsen”. Rob Mair de Dork elogió la letra de la canción, añadiendo: “[Molly Rankin] sigue siendo una compositora inigualable, una narradora reflexiva y una poeta punk plimsoll a partes iguales”.

## Video musical
Un videoclip, editado por Colby Richardson, fue publicado el mismo día en el canal de YouTube de la banda.